# Thressa aeneiventris
Thressa aeneiventris är en tvåvingeart som först beskrevs av Meijere 1910.  Thressa aeneiventris ingår i släktet Thressa och familjen fritflugor. Inga underarter finns listade i Catalogue of Life.